# 海伦·切尔斯基
海伦·切尔斯基（英語：Helen Czerski，1978年11月1日—）是一位英国物理学家、海洋学家和电视节目主持人，主要作品有《茶杯里的风暴：用日常之物揭开万物之理》（Storm in a Teacup: The Physics of Everyday Life）、《泡沫》（Bubbles）等。